# Gramàtica del llatí
La llengua llatina, igual com altres llengües indoeuropees antigues, és molt flexiva en el sentit estructural i orgànic, la qual cosa significa que permet una gran flexibilitat per a l'elecció de l'ordre de paraules. Per exemple femina togam texuit, "la dona va teixir una toga, " que és l'ordre preferit de paraules, es podria expressar igualment com texuit togam femina o togam texuit femina. En cada paraula, els acabaments -a, -a-m i -u-it -i no la posició que ocupen en la frase, com succeeix en canvi a la majoria de les llengües modernes, romàniques o no- n'expressen la funció gramatical. Tanmateix, generalment l'ordre de les paraules s'até al paradigma Subjecte+Objecte+Verb, encara que les variacions d'aquest model són molt freqüents, especialment en la poesia, així com en la prosa per expressar matisos sintàctics i estilístics subtils.

## Fonologia i alfabet llatí
L'alfabet llatí clàssic està compost per vint-i-tres lletres. Primitivament només n'hi havia vint-i-una, però als segles I-II aC es van introduir dues noves lletres: la I (i) i la Z (z), per a la transcripció de les paraules gregues que contenien la vocal ípsilon i la consonant dseta, respectivament. Altres intents d'introduir noves lletres, com el de l'emperador Claudi, durant la primera meitat del segle i, no van prosperar a causa de la seva naturalesa exclusivament erudita. A partir del Renaixement, els editors dels texts llatins van començar a emprar les grafies J (j) i la V (v) com a signes convencionals per poder distingir els al·lòfons consonàntics [j, w] de I i V dels corresponents al·lòfons vocàlics [i, u].
A B C D E F G H I/(J) K L M N O P Q R S T U/(V) X Y Z
a b c d e f g h i/(j) k l m n o p q r s t u/(v) x y z

### Fonemes vocàlics
En el llatí clàssic hi ha deu fonemes vocàlics, que es distingien per la quantitat vocàlica: cinc són vocals breus /a, e, i, o, u/, i els altres cinc, vocals llargues /ā, ē, ī, ō, ū/, si bé l'escriptura llatina era defectiva, ja que no distingia gràficament les vocals breus de les vocals llargues. Normalment totes es representaven només amb els cinc signes que per a aquest fi tenia l'alfabet de les colònies gregues d'Itàlia: A (a), E (i), I (i) O (o), U (u) (els signes del grec per a les vocals llargues η, y i ω no es van fer servir per representar vocals). Ocasionalment, durant l'Imperi alguns texts van marcar algunes de les vocals llargues amb á, é, í, ó, ú.
L'evidència de la quantitat de les vocals és per tant indirecta, i procedeix en gran manera de dues fonts:
- La poesia llatina (on la quantitat vocàlica era fonamental, ja que aquesta poesia es basava en patrons regulars de síl·labes llargues i breus per donar ritme a la frase).
- L'evidència d'altres llengües, fonamentalment les romàniques, on les vocals llargues i breus van deixar diferent rastre en les síl·labes tòniques. També les transcripcions de paraules llatines en grec podien mostrar ocasionalment la quantitat de les vocals llatines.

### Prosòdia

#### Quantitat vocàlica
La quantitat és un tret fonològic que distingeix les vocals, diftongs i síl·labes a moltes llengües indoeuropees. La quantitat de les vocals és un tret suprasegmental que influeix en la durada de la pronunciació d'aquestes. El llatí només distingia dos tipus de quantitat o durada: les vocals de major durada es denominen llargues, i les de menor durada es denominen breus. Modernament, la quantitat d'una vocal es marca explícitament mitjançant els següents signes:
- Les vocals breus s'indiquen amb el signe ˘ col·locat sobre la vocal corresponent.
- Les vocals llargues s'indiquen amb el signe ¯ col·locat sobre la vocal corresponent.

En aquest article només indicarem les vocals llargues. Així doncs, les vocals sobre les quals no s'indica el signe gràfic són breus. La quantitat és un fenomen important a la llengua llatina, ja que distingeix paraules de significats diferents i també diferents formes flexives d'una mateixa paraula. Per exemple:
1. Distinció lèxica: mālum, 'poma' / malum, '(quelcom) dolent'
2. Distinció gramatical: cum reginā, 'amb la reina' / cum regina..., 'quan la reina...'

#### Quantitat sil·làbica
El fenomen de la quantitat sil·làbica està automàticament relacionat amb la presència de vocals llargues i la presència de coda en la síl·laba. La posició on recau l'accent prosòdic està determinada per la quantitat vocàlica de la penúltima síl·laba. La doctrina tradicional estableix les següents quatre regles per decidir si una síl·laba és llarga o breu i, per tant, esbrinar la posició de l'accent:
- Són llargues: 
  - les síl·labes que contenen, bé una vocal llarga per naturalesa, bé un diftong (que són, en llatí, "ae" i "oe", i de vegades "au"): Roma, amās.
  - les síl·labes la vocal de les quals està seguida, bé per dos (o més) consonants, bé per una consonant doble (x' z):: est, gaza (que es pronuncia gad-sa).
- Són breus:
  - les síl·labes que contenen una vocal breu per naturalesa (i no seguida de dues consonants): anima, deus.
  - Les síl·labes acabades en vocal a les quals segueix una altra vocal en hiatus (vocalis ante vocalem corripitur, "vocal davant de vocal abreuja"): iūstitia, deārum

A més, cal tenir en compte que les combinacions vocàliques "ae" (æ) i "oe" (œ) sempre són llargues (i, de vegades, ho és també la combinació vocàlica "au", que pot tractar-se com a diftong o com a hiatus).
Modernament, es realitza una anàlisi fonològica que resulta més simple en termes de mora. D'acord amb aquesta anàlisi, les síl·labes breus consten d'una sola mora, i les síl·labes llargues, de dues mores, i l'accent prosòdic recau sempre adjacent en la penúltima mora abans de l'última vocal. El fet que l'accent pugui ser analitzat en termes de mores i el fet que la poesia llatina es basés més que en la rima en la quantitat vocàlica, suggereixen que la quantitat sil·làbica tenia un reflex fonètic en la parla: presumiblement, el llatí es parlava amb un ritme moràic (com succeeix en japonès modern) més que amb un ritme sil·làbic (com succeeix en italià o català) o amb un ritme accentual (com succeeix en anglès).

#### Accentuació
En llatí no hi ha accent gràfic, però sí accent fonològic d'intensitat, i les paraules són planes o esdrúixoles (no hi ha paraules agudes). Les regles per a l'accentuació prosòdica són les següents:
- totes les paraules de dues síl·labes són planes.
- les paraules de tres o més síl·labes seran:
  - planes si la penúltima síl·laba és llarga.
  - esdrúixoles si la penúltima síl·laba és breu.

Més senzillament, si classifiquem les síl·labes llatines en pesades (les acabades en vocal llarga o consonant) i lleugeres (tota la resta) i considerem que les síl·labes pesades tenen dues mores i les lleugeres una sola mora, es pot comprovar que l'accent recau sobre la penúltima mora abans de l'última vocal.

### Pronúncia diacrònica
Una vegada en desús com a llengua vernacla, sorgiren nombroses pronúncies regionals (en), que adaptaven el llatí a la fonologia pròpia. El català posseí la seva pròpia pronúncia llatina, desapareguda en favor de la romana i la històrica reconstruïda.

## Morfologia

### Sistema de casos del llatí
El llatí és una llengua flexiva, la qual cosa significa que una paraula (els substantius, els adjectius i els pronoms) adopta diverses formes d'acord amb la seva funció sintàctica i el seu cas gramatical. Hi ha en llatí clàssic sis casos: 
1. Nominatiu →; Subjecte i atribut.
2. Vocatiu →; Apel·lació.
3. Acusatiu →; Objecte Directe (en oracions actives) i "cas oblic" amb preposició.
4. Genitiu →; Complement del Nom.
5. Datiu →; Objecte Indirecte (i ocasionalment complement nominal).
6. Ablatiu →; Complement Circumstancial "(cas oblic" amb preposició).

Existeixen restes fossilitzades d'un cas addicional protoindoeuropeu: el locatiu, únicament en el nombre singular, per indicar localització, bé en l'espai, bé en el temps: ruri, 'en el camp', humi, 'a la terra', Romae, 'a Roma', vesperi, 'cap al tard' (d'aquí ve el mot català vespre). Aquestes formes amb sentit locatiu coincideixen morfològicament amb les de genitiu singular (en les declinacions primera i segona) i amb la del datiu singular (en la tercera declinació): en les declinacions quarta i cinquena, no tenim documentat cap exemple d'aquest cas.
La relació dels diferents casos amb el verb és de gran rellevància. El nominatiu, l'acusatiu, el datiu i l'ablatiu recauen en l'òrbita del verb i podem dir que són determinants d'aquest. Tanmateix, el genitiu és determinant d'un altre nom; i el cas vocatiu quedaria també fora de la influència del verb.

### El substantiu
Els substantius es reparteixen, segons temes, en cinc declinacions identificables pel seu genitiu singular.

#### Primera declinació
Temes en -a i genitiu singular en -ae. La majoria dels noms són de gènere femení, per bé que existeixen quatre grups d'excepcions amb substantius masculins: 1) els noms comuns que es refereixen a un treball que a Roma era exercit exclusivament pels homes (poeta, nauta, agricola, pirata, scurra, etc.); 2) els noms propis dels rius (Sequana, Garunna, etc.); 3) els noms propis de baró (Caligula, Seneca, Catilina, etc.); i 4) els gentilicis (Belga, Persa, etc.).
|           | Singular | Plural    |
| --------- | -------- | --------- |
| Nominatiu | ros -a   | ros -ae   |
| Vocatiu   | ros -a   | ros -ae   |
| Acusatiu  | ros -am  | ros -as   |
| Genitiu   | ros -ae  | ros -arum |
| Datiu     | ros -ae  | ros -is   |
| Ablatiu   | ros - a  | ros -is   |

Particularitats:
1a. Els noms femenins de la primera declinació (com dea : "deessa" filia : "filla" liberta : "lliberta" magistra : 'mestra' amica : 'amiga' serva : 'esclava', etc.) que tenen corresponent masculí que pertany a la segona declinació, sempre que comparteixin l'arrel (com deus : 'déu' filius : 'fill' libertus : 'llibert' magister : 'mestre' amicus : 'amic' servus : 'esclau', etc.), presenten en els casos datiu i ablatiu del plural una desinència en -abus (i no l'esperable -is) a fi de poder-se'n diferenciar: 'vg. ' filiis : 'per als fills ' / filiabus : 'per a les filles'.
2a. El substantiu família -ae, quan depèn d'un nom de parentiu, empra en el genitiu singular l'acabament (arcaic) -as (i no l'acabament regular -ae): 'vg. ' pater famílies : 'el pare de (la) família'.

#### Segona declinació
Temes en -o i genitiu singular en -i. La majoria dels noms pertanyents a aquesta declinació són de gènere masculí (aquells el nominatiu singular dels quals acaba en -US/-ER/-IR) o neutre (aquells el nominatiu singular dels quals presenta l'acabament -Um). Tanmateix, existeixen en aquesta declinació (però només entre els acabats en -US) uns quants substantius de gènere femení, els quals poden agrupar-se en tres grups, si bé el tercer d'ells és artificial: 1) substantius comuns que indiquen arbres, ja que el nom genèric per a "arbre", arbos arboris, és femení en llatí ((pinus -i,corylus -i,ulmus -i,fraxinus -i, etc.); 2) els noms propis geogràfics (topònims) de ciutats, illes i països transcrits de la llengua grega, ja que en aquest idioma eren de gènere femení (Corinthus -i,Cyprus -i,Aegyptus -i, etc.); i 3) una sèrie heterogènia de noms comuns d'ús molt freqüent (humus -i,domus -i, etc.) o infreqüent (alvus -i, etc.). Per als substantius masculins (o femenins en-US)) existeixen tres paradigmes de declinació depenent de l'acabament del nominatiu singular:
|           | Singular  | Plural      |
| --------- | --------- | ----------- |
| Nominatiu | domin -us | domin -i    |
| Vocatiu   | domin -e  | domin -i    |
| Acusatiu  | domin -um | domin -us   |
| Genitiu   | domin -i  | domin -orum |
| Datiu     | domin -o  | domin -is   |
| Ablatiu   | domin -o  | domin -is   |

|           | Singular | Plural     |
| --------- | -------- | ---------- |
| Nominatiu | puer     | puer -i    |
| Vocatiu   | puer     | puer -i    |
| Acusatiu  | puer -um | puer -us   |
| Genitiu   | puer -i  | puer -orum |
| Datiu     | puer -o  | puer -is   |
| Ablatiu   | puer -o  | puer -is   |

|           | Singular | Plural    |
| --------- | -------- | --------- |
| Nominatiu | vir      | vir -i    |
| Vocatiu   | vir      | vir -i    |
| Acusatiu  | vir -um  | vir -us   |
| Genitiu   | vir -i   | vir -orum |
| Datiu     | vir -o   | vir -is   |
| Ablatiu   | vir -o   | vir -is   |

En canvi, per als noms neutres s'ha d'aplicar el següent paradigma de declinació:
|           | Singular  | Plural      |
| --------- | --------- | ----------- |
| Nominatiu | templ -um | templ -a    |
| Vocatiu   | templ -um | templ -a    |
| Acusatiu  | templ -um | templ -a    |
| Genitiu   | templ -i  | templ -orum |
| Datiu     | templ -o  | templ -is   |
| Ablatiu   | templ -o  | templ -is   |

#### Tercera declinació
Temes en -i i en consonant, i genitiu singular en -is. Comprèn substantius masculins, femenins i neutres. Els paradigmes de declinació són els següents:
| Temes en -i Masc. i Fem. ' ' ' | Temes en -i Masc. i Fem. ' ' ' | Temes en -i Masc. i Fem. ' ' ' | Temes en -i Neutres | Temes en -i Neutres | Temes en -i Neutres | Temes en consonant Masc. i Fem. | Temes en consonant Masc. i Fem. | Temes en consonant Masc. i Fem. | Temes en consonant Neutres | Temes en consonant Neutres | Temes en consonant Neutres |
| ------------------------------ | ------------------------------ | ------------------------------ | ------------------- | ------------------- | ------------------- | ------------------------------- | ------------------------------- | ------------------------------- | -------------------------- | -------------------------- | -------------------------- |
| Nominatiu                      | civis                          | civs                           | Nominatiu           | mare                | maria               | Nominatiu                       | consul                          | consules                        | Nominatiu                  | flumen                     | flumina                    |
| Vocatiu                        | civis                          | civs                           | Vocatiu             | mare                | maria               | Vocatiu                         | consul                          | consules                        | Vocatiu                    | flumen                     | flumina                    |
| Acusatiu                       | civem                          | civs                           | Acusatiu            | mare                | maria               | Acusatiu                        | consulem                        | consules                        | Acusatiu                   | flumen                     | flumina                    |
| Genitiu                        | civis                          | civium                         | Genitiu             | maris               | marium              | Genitiu                         | consulis                        | consulum                        | Genitiu                    | fluminis                   | fluminum                   |
| Datiu                          | civ                            | civibus                        | Datiu               | mar                 | maribus             | Datiu                           | consuli                         | consulibus                      | Datiu                      | flumini                    | fluminibus                 |
| Ablatiu                        | cive                           | civibus                        | Ablatiu             | mari                | maribus             | Ablatiu                         | consule                         | consulibus                      | Ablatiu                    | flumine                    | fluminibus                 |

Tot i això, la tercera declinació també té una sèrie de substantius irregulars, com per exemple amb bos, bouis; senex, senis; caro, carnis; vis, vis; o sus, suis. Aquests no es declinen de la forma usual.
Després, la tercera declinació també presenta particularitats, com el cas locatiu acaba en i, els casos pluralia tantum i els casos de canvi de significat en plural.

#### Quarta declinació
Temes en -u i genitiu singular en -us. Comprèn noms femenins, masculins i neutres. Domus té casos de la segona i de la quarta. A saber: genitiu singular -i / -us, datiu singular -ui / -o, ablatiu singular -o / -ui, genitiu plural -uum / -orum, acusatiu plural -os / -us.
|           | Singular | Plural    |
| --------- | -------- | --------- |
| Nominatiu | man -us  | man -us   |
| Vocatiu   | man -us  | man -us   |
| Acusatiu  | man -um  | man -us   |
| Genitiu   | man -us  | man -uum  |
| Datiu     | man -ui  | man -ibus |
| Ablatiu   | man -u   | man -ibus |

|           | Singular | Plural     |
| --------- | -------- | ---------- |
| Nominatiu | corn -u  | corn -ua   |
| Vocatiu   | corn -u  | corn -ua   |
| Acusatiu  | corn -u  | corn -ua   |
| Genitiu   | corn -us | corn -uum  |
| Datiu     | corn -ui | corn -ibus |
| Ablatiu   | corn -u  | corn -ibus |

#### Cinquena declinació
Temes en -i i genitiu singular -ei. Els noms d'aquesta declinació són femenins. Dies en singular pot ser masculí o femení i en plural és masculí.
|           | Singular | Plural  |
| --------- | -------- | ------- |
| Nominatiu | r -es    | r -es   |
| Vocatiu   | r -es    | r -es   |
| Acusatiu  | r -em    | r -es   |
| Genitiu   | r -ei    | r -erum |
| Datiu     | r -ei    | r -ebus |
| Ablatiu   | r -e     | r -ebus |

### L'adjectiu
Es denomina concordança a la igualtat en cas, nombre i gènere de dues paraules. L'adjectiu ha de concordar amb el nom al que acompanya. Que adjectiu i nom hagin de concordar no significa que coincideixin els seus acabaments, ja que existeixen noms de la primera declinació (temàtics en -a) que són de gènere masculí, i també existeixen noms de la segona declinació (temàtics en -o) que són de gènere femení.

#### Classe 1
La primera classe comprèn els adjectius de tres terminacions que es declinen com els noms de 1a i 2a declinacions. S'enuncien en nominatiu en les seves formes masculina, femenina i neutra. Existeixen dos tipus:
- Tipus A ((bon -us,bon -a,bon -um))
  - -us →; Masculí, es declina com domin-us,-i.
  - -a → Femení, es declina com ros-a,-ae.
  - -um →; Neutre, es declina com templ-um,-i.
- Tipus B ((nig -er,nigr -a,nigr -um))
  - -er →; Masculí, es declina com pu-er,-i.
  - -a → Femení, es declina com ros-a,-ae.
  - -um →; Neutre, es declina com templ-um,-i.

#### Classe 2
Els adjectius de la segona classe es flexionen per la 3a declinació. Els podem classificar en dos grups:
- Adjectius temàtics en consonant ((euters, -eris))
  - s'enuncien en nominatiu i genitiu.
  - Són imparisíl·labs.
  - es flexionen per la tercera declinació temàtica en consonant, com consul, -is(masculins i femenins) i com flumen, fluminis (neutres).
- Adjectius temàtics en -i
  - D'una terminació ((felix, -cis))
    - s'enuncien en nominatiu i genitiu.
    - es declinen com civis, -is (Masc. i Fem.) i com mare, -is (Neutres).

  - De dues terminacions ((omnis, omne))
    - s'enuncien en nominatiu.
    - es declinen com civis, -is (Masc. i Fem.) i com mare, -is (Neutres).

  - De tres terminacions ((acer, acris, acre))
    - s'enuncien en nominatiu.
    - es declinen com civis, -is (Masc. i Fem.) i com mare, -is (Neutres).

### El pronom

#### Pronoms personals
El llatí compta amb cinc formes de pronoms personals independents: quatre de personals i un més de caràcter personal-reflexiu. Aquest últim serà analitzat a la següent secció. La flexió dels quatre pronoms personals és la següent:
| Casos     | 1a Persona Singular | 1a Persona Plural | 2a Persona Singular | 2a Persona Plural |
| --------- | ------------------- | ----------------- | ------------------- | ----------------- |
| Nominatiu | egō                 | nōs               | tū                  | vōs               |
| Vocatiu   | __                  | __                | tū                  | vōs               |
| Acusatiu  | mē                  | nōs               | tē                  | vōs               |
| Genitiu   | meī                 | nostrum, nostrī   | tuī                 | vestrum, vestrī   |
| Datiu     | mihi                | nōbis             | tibi                | vōbis             |
| Ablatiu   | mē                  | nōbis             | tē                  | vōbis             |

- Aquests pronoms poden aparèixer amb el sufix -met : egōmet, nosmet, etc. El sufix passa al català de la següent manera: egmet 'jo mateix', vōsmet 'vosaltres mateixos', etc.
- Aquests pronoms, quan van acompanyats per la preposició cum (amb) s'anteposen a aquesta: mecum (amb mi; de cum mecum) tecum 'amb tu' nobiscum 'amb nosaltres', vobiscum 'amb vosaltres'.

#### Pronom reflexiu
Del que hem exposat a la secció anterior, es dedueix que en llatí no hi ha un pronom personal de tercera persona; aquest se supleix amb l'anafòric is, ea, id o amb el deíctic denominat ille, illa, illud. Tanmateix, existeix un pronom personal reflexiu de tercera persona la flexió del qual és la següent:
| Casos | Reflexiu Tercera Persona |
| ----- | ------------------------ |
| Nom.  |                          |
| Voc.  |                          |
| Ac.   | se, sese                 |
| Gen.  | sui                      |
| Dat.  | sibi                     |
| Ab.   | se, sese                 |

- Igual com passa amb els pronoms personals, el pronom reflexiu, en anar acompanyat de la preposició cum, s'anteposa. Així doncs secum

#### Pronoms possessius
Els pronoms possessius es flexionen com els adjectius de la 1a classe, i així tindrem:
- Un sol posseïdor: tuus, tua, tuum paradigma bonus, bona bonum  ' '.
- Diversos posseïdors: noster, nostra, nostrum i vester, vestra, vestrum paradigma niger, nigra, nigrum.
- El possessiu de 3a persona de singular i plural és suus, sua, suum (seu). paradigma bonus, bona, bonum.

#### Pronoms demostratius
També s'anomenen pronominals demostratius, ja que es poden usar com a pronoms o com a adjectius. Són els següents:
hic, haec, hoc (aquest, aquesta, això)
iste, ista, istud (aquest, aquesta, això)
ille, illa, illud (aquell, aquella, allò)
is, ea, id (ell, ella, això)
idem, eadem, idem (el mateix, la mateixa, el mateix)
ipse, ipsa, ipsum (jo, tu, ell mateix, mateixa)
Es declinen de forma semblant a bonus, amb algunes particularitats. El genitiu de tots aquests acaba en -ius i el datiu acaba en -i
La declinació és com segueix:
hic, haec, hoc (aquest, aquesta, això)
|           | singular        | plural              |
| Nominatiu | hic, haec, hoc  | hi, hae, haec       |
| Acusatiu  | hunc, hanc, hoc | hos, has, haec      |
| Genitiu   | huius           | horum, harum, horum |
| Datiu     | huic            | his                 |
| Ablatiu   | hoc, hac, hoc   | his                 |

ille, illa, illud (aquell, aquella, allò)
|           | singular            | plural                    |
| Nominatiu | ille, illa, illud   | illi, illae, illa         |
| Acusatiu  | illum, illam, illud | illos, illas, illa        |
| Genitiu   | illius              | illorum, illarum, illorum |
| Datiu     | illi                | illis                     |
| Ablatiu   | illo, illa, illo    | illis                     |

#### Pronoms relatius
Són els següents:
qui, quae, quod
S'anomenen relatius perquè es relacionen amb un antecedent. Donen pas a una nova oració (subordinada de relatiu) i concorden amb el seu antecedent en gènere i nombre, però no en cas, ja que poden exercir un ofici diferent en la seva pròpia oració.
Exemple:
Amo mulierem quae est formosa (estimo la dona que és bonica)
mulierem és l'antecedent de quae
La declinació del pronom relatiu és la següent:
|           | qui, quae, quod qui, que, el que (allò que) | qui, quae, quod qui, que, el que (allò que) | qui, quae, quod qui, que, el que (allò que) | qui, quae, quod qui, que, el que (allò que) | qui, quae, quod qui, que, el que (allò que) | qui, quae, quod qui, que, el que (allò que) |
| Masculí   | Masculí                                     | Femení                                      | Femení                                      | Neutre                                      | Neutre                                      |                                             |
| Singular  | Plural                                      | Singular                                    | Plural                                      | Singular                                    | Plural                                      |                                             |
| --------- | ------------------------------------------- | ------------------------------------------- | ------------------------------------------- | ------------------------------------------- | ------------------------------------------- | ------------------------------------------- |
| Nominatiu | qui                                         | qui                                         | quae                                        | quae                                        | quod                                        | quae                                        |
| Acusatiu  | quem                                        | quos                                        | quam                                        | quas                                        | quod                                        | quae                                        |
| Genitiu   | cuius                                       | quorum                                      | cuius                                       | quarum                                      | cuius                                       | quorum                                      |
| Datiu     | cui                                         | quibus                                      | cui                                         | quibus                                      | cui                                         | quibus                                      |
| Ablatiu   | quo                                         | quibus                                      | qua                                         | quibus                                      | quo                                         | quibus                                      |

- El genitiu i el datiu singular dels tres gèneres és igual.
- El datiu i l'ablatiu plural dels tres gèneres és igual.
- No tenen vocatiu.

#### Pronoms interrogatius
Les formes masculines i femenines del pronom interrogatiu són idèntiques. Les formes de neutre són diferents. El genitiu, datiu i ablatiu plural són la unió entre les flexions de quis i les respectives formes de res 'cosa'.
Quid, quis (qui, què)
Altres pronoms interrogatius:
qui?, quae?, quod? (quin?)
uter?, utra?, utrum? (Qui dels dos? / Quin dels dos?)

### El verb
Els verbs llatins expressen els accidents gramaticals de persona, nombre, veu, temps, aspecte i mode pel procediment bàsic d'afegir al tema verbal sufixos i desinències. Anomenem desinència al sufix terminal que expressa les categories o accidents gramaticals citats:
- Les persones són: primera, segona i tercera
- Els nombres són: singular i plural (a diferència d'altres llengües indoeuropeues el llatí manca de nombre dual).
- Les veus són dues: activa i passiva (a diferència del grec el llatí manca de veu mitjana.
- Els modes s'agrupen en personals: indicatiu, subjuntiu, imperatiu; i no personals o nominals: infinitiu, participi, supí, gerundi i gerundiu.
- Els temps verbals combinen temps gramatical pròpiament dit i aspecte, les combinacions que es donen en llatí són sis: present, pretèrit imperfecte, pretèrit perfecte, pretèrit plusquamperfet, futur imperfecte i futur perfecte. S'agrupen en el tema de infectum (l'acció del qual encara no ha acabat) i en el tema de perfectum (l'acció del qual ja va acabar).
  - L'indicatiu té sis temps: present, pretèrit imperfecte, pretèrit perfecte, pretèrit plusquamperfet, futur imperfecte i futur perfecte.
  - El subjuntiu té quatre temps: present, pretèrit imperfecte, pretèrit perfecte i pretèrit plusquamperfet.
  - L'imperatiu té dos temps: present i futur.
  - L'infinitiu té tres temps: present, pretèrit i futur.
  - El participi té tres temps: present, pretèrit i futur.

El verb llatí s'enuncia amb la primera persona del singular del present i del pretèrit perfecte d'indicatiu, amb el supí, i amb l'infinitiu present:
Exemple: amo, amavi, amatum, amare
Algunes gramàtiques i diccionaris inclouen també la segona persona del singular del present indicatiu.
Exemple: rego, is, regi, rectum, regere

#### 1a conjugació
Tema en -a
|      | act indicatiu | pas indicatiu | act subjuntiu | pas subjuntiu |
| ---- | ------------- | ------------- | ------------- | ------------- |
| ego  | amo           | -or           | amem          | -er           |
| teu  | amas          | -aris/-are    | ames          | -eris         |
| ille | amat          | -atur         | amet          | -etur         |
| ens  | amamus        | -amur         | amemus        | -emur         |
| vos  | amatis        | -amini        | ametis        | -emini        |
| illi | amant         | -antur        | ament         | -entur        |

|      | act indicatiu | pas indicatiu | act subjuntiu | pas subjuntiu |
| ---- | ------------- | ------------- | ------------- | ------------- |
| ego  | amabam        | -abar         | amarem        | -arer         |
| teu  | amabas        | -abaris       | amares        | -areris       |
| ille | amabat        | -abatur       | amaret        | -aretur       |
| ens  | amabamus      | -abamur       | amaremus      | -aremur       |
| vos  | amabatis      | -abamini      | amaretis      | -aremini      |
| illi | amabant       | -abantur      | amarent       | -arentur      |

|      | act indicatiu | pas indicatiu |
| ---- | ------------- | ------------- |
| ego  | amabo         | -abor         |
| teu  | amabis        | -aberis       |
| ille | amabit        | -abitur       |
| ens  | amabimus      | -abimur       |
| vos  | amabitis      | -abimini      |
| illi | amabunt       | -abuntur      |

|      | act indicatiu | pas indicatiu | act subjuntiu | pas subjuntiu |
| ---- | ------------- | ------------- | ------------- | ------------- |
| ego  | -avi          | -atus sum     | -averim       | -atus sim     |
| teu  | -avisti       | -atus és      | -averis       | -atus sis     |
| ille | -avit         | -atus est     | -averit       | -atus sit     |
| ens  | -avimus       | -ati sumus    | -averimus     | -ati simus    |
| vos  | -avistis      | -ati estis    | -averitis     | -ati sitis    |
| illi | -averunt      | -ati sunt     | -averint      | -ati sint     |

|      | act indicatiu | pas indicatiu | act subjuntiu | pas subjuntiu |
| ---- | ------------- | ------------- | ------------- | ------------- |
| ego  | -averam       | -atus eram    | -avissem      | -atus essem   |
| teu  | -averas       | -atus eres    | -avisses      | -atus esses   |
| ille | -averat       | -atus erat    | -avisset      | -atus esset   |
| ens  | -averamus     | -ati eramus   | -avissemus    | -ati essemus  |
| vos  | -averatis     | -ati eratis   | -avissetis    | -ati essetis  |
| illi | -averant      | -ati erant    | -avissent     | -ati essent   |

|      | act indicatiu | pas indicatiu |
| ---- | ------------- | ------------- |
| ego  | amavero       | amatus ero    |
| teu  | amaveris      | amatus eris   |
| ille | amaverit      | amatus erit   |
| ens  | amaverimus    | amati erimus  |
| vos  | amaveritis    | amati eritis  |
| illi | amaverint     | amati erunt   |

#### 2a Conjugació
Tema en -e
Monēo, es, monēre, monui, monitum
|      | act indicatiu | pas indicatiu | act subjuntiu | pas subjuntiu |
| ---- | ------------- | ------------- | ------------- | ------------- |
| ego  | moneo         | -eor          | moneam        | -ear          |
| tu   | mones         | -eris/-ere    | moneas        | -earis        |
| ille | monet         | -etur         | moneat        | -eatur        |
| nos  | monemus       | -emur         | moneamus      | -eamur        |
| vos  | monetis       | -emini        | moneatis      | -eamini       |
| illi | monent        | -entur        | moneant       | -eantur       |

|      | act indicatiu | pas indicatiu | act subjuntiu | pas subjuntiu |
| ---- | ------------- | ------------- | ------------- | ------------- |
| ego  | monebam       | -ebar         | monerem       | -erer         |
| teu  | monebas       | -ebaris       | moneres       | -ereris       |
| ille | monebat       | -ebatur       | moneret       | -eretur       |
| ens  | monebamus     | -ebamur       | moneremus     | -eremur       |
| vos  | monebatis     | -ebamini      | moneretis     | -eremini      |
| illi | monebant      | -ebantur      | monerent      | -erentur      |

|      | act indicatiu | pas indicatiu |
| ---- | ------------- | ------------- |
| ego  | monebo        | -ebor         |
| teu  | monebis       | -eberis       |
| ille | monebit       | -ebitur       |
| ens  | monebimus     | -ebimur       |
| vos  | monebitis     | -ebimini      |
| illi | monebunt      | -ebuntur      |

|      | act indicatiu | pas indicatiu | act subjuntiu | pas subjuntiu |
| ---- | ------------- | ------------- | ------------- | ------------- |
| ego  | monui         | monitus sum   | monuerim      | monitus sim   |
| teu  | monuisti      | monitus és    | monueris      | monitus sis   |
| ille | monuit        | monitus est   | monuerit      | monitus sit   |
| ens  | monuimus      | moniti sumus  | monuerimus    | moniti simus  |
| vos  | monuistis     | moniti estis  | monueritis    | moniti sitis  |
| illi | monuerunt     | moniti sunt   | monuerint     | moniti sint   |

|      | act indicatiu | pas indicatiu | act subjuntiu | pas subjuntiu  |
| ---- | ------------- | ------------- | ------------- | -------------- |
| ego  | monueram      | monitus eram  | monuissem     | monitus essem  |
| teu  | monueras      | monitus eres  | monuisses     | monitus esses  |
| ille | monuerat      | monitus erat  | monuisset     | monitus esset  |
| ens  | monueramus    | moniti eramus | monuissemus   | moniti essemus |
| vos  | monueratis    | moniti eratis | monuissetis   | moniti essetis |
| illi | monuerant     | moniti erant  | monuissent    | moniti essent  |

|      | act indicatiu | pas indicatiu |
| ---- | ------------- | ------------- |
| ego  | monuero       | monitus ero   |
| teu  | monueris      | monitus eris  |
| ille | monuerit      | monitus erit  |
| ens  | monuerimus    | moniti erimus |
| vos  | monueritis    | moniti eritis |
| illi | monuerint     | moniti erunt  |

#### 3a Conjugació
Tema en -e
peto, petis, petere, petivi, petitum
|      | act indicatiu | pas indicatiu | act subjuntiu | pas subjuntiu |
| ---- | ------------- | ------------- | ------------- | ------------- |
| ego  | peto          | -or           | petam         | -ar           |
| teu  | petis         | -eris         | petas         | -aris         |
| ille | petit         | -itur         | petat         | -atur         |
| ens  | petimus       | -imur         | petamus       | -amur         |
| vos  | petitis       | -imini        | petatis       | -amini        |
| illi | petunt        | -untur        | petant        | -antur        |

|      | act indicatiu | pas indicatiu | act subjuntiu | pas subjuntiu |
| ---- | ------------- | ------------- | ------------- | ------------- |
| ego  | petebam       | -ebar         | peterem       | -erer         |
| teu  | petebas       | -ebaris       | peteres       | -ereris       |
| ille | petebat       | -ebatur       | peteret       | -eretur       |
| ens  | petebamus     | -ebamur       | peteremus     | -eremur       |
| vos  | petebatis     | -ebamini      | peteretis     | -eremini      |
| illi | petebant      | -ebantur      | peterent      | -erentur      |

|      | act indicatiu | pas indicatiu |
| ---- | ------------- | ------------- |
| ego  | petam         | -ar           |
| teu  | petes         | -eris         |
| ille | petet         | -etur         |
| ens  | petemus       | -emur         |
| vos  | petetis       | -emini        |
| illi | petent        | -entur        |

|      | act indicatiu | pas indicatiu | act subjuntiu | pas subjuntiu |
| ---- | ------------- | ------------- | ------------- | ------------- |
| ego  | petivi        | petitus sum   | petiverim     | petitus sim   |
| teu  | petivisti     | petitus és    | petiveris     | petitus sis   |
| ille | petivit       | petitus est   | petiverit     | petitus sit   |
| ens  | petivimus     | petiti sumus  | petiverimus   | petiti simus  |
| vos  | petivistis    | petiti estis  | petiveritis   | petiti sitis  |
| illi | petiverunt    | petiti sunt   | petiverint    | petiti sint   |

|      | act indicatiu | pas indicatiu | act subjuntiu | pas subjuntiu  |
| ---- | ------------- | ------------- | ------------- | -------------- |
| ego  | petiveram     | petitus eram  | petivissem    | petitus essem  |
| teu  | petiveras     | petitus eres  | petivisses    | petitus esses  |
| ille | petiverat     | petitus erat  | petivisset    | petitus esset  |
| ens  | petiveramus   | petiti eramus | petivissemus  | petiti essemus |
| vos  | petiveratis   | petiti eratis | petivissetis  | petiti essetis |
| illi | petiverant    | petiti erant  | petivissent   | petiti essent  |

|      | act indicatiu | pas indicatiu |
| ---- | ------------- | ------------- |
| ego  | petivero      | petitus ero   |
| teu  | petiveris     | petitus eris  |
| ille | petiverit     | petitus erit  |
| ens  | petiverimus   | petiti erimus |
| vos  | petiveritis   | petiti eritis |
| illi | petiverint    | petiti erunt  |

#### 4a Conjugació
Tema en -i
audio, audis, audire, audivi, auditus
|      | act indicatiu | pas indicatiu | act subjuntiu | pas subjuntiu |
| ---- | ------------- | ------------- | ------------- | ------------- |
| ego  | audio         | -or           | audiam        | -ar           |
| teu  | audis         | -eris/-ere    | audias        | -aris         |
| ille | audit         | -itur         | audiat        | -atur         |
| ens  | audimus       | -imur         | audiamus      | -amur         |
| vos  | auditis       | -imini        | audiatis      | -amini        |
| illi | audiunt       | -untur        | audiant       | -antur        |

|      | act indicatiu | pas indicatiu | act subjuntiu | pas subjuntiu |
| ---- | ------------- | ------------- | ------------- | ------------- |
| ego  | audiebam      | -iebar        | audirem       | -irer         |
| teu  | audiebas      | -iebaris      | audires       | -ireris       |
| ille | audiebat      | -iebatur      | audiret       | -iretur       |
| ens  | audiebamus    | -iebamur      | audiremus     | -iremur       |
| vos  | audiebatis    | -iebamini     | audiretis     | -iremini      |
| illi | audiebant     | -iebantur     | audirent      | -irentur      |

|      | act indicatiu | pas indicatiu |
| ---- | ------------- | ------------- |
| ego  | audiam        | -ar           |
| teu  | audies        | -eris         |
| ille | audiet        | -etur         |
| ens  | audiemus      | -emur         |
| vos  | audietis      | -emini        |
| illi | audient       | -entur        |

|      | act indicatiu | pas indicatiu | act subjuntiu | pas subjuntiu |
| ---- | ------------- | ------------- | ------------- | ------------- |
| ego  | audivi        | auditus sum   | audiverim     | auditus sim   |
| teu  | audivisti     | auditus és    | audiveris     | auditus sis   |
| ille | audivit       | auditus est   | audiverit     | auditus sit   |
| ens  | audivimus     | auditi sumus  | audiverimus   | auditi simus  |
| vos  | audivistis    | auditi estis  | audiveritis   | auditi sitis  |
| illi | audiverunt    | auditi sunt   | audiverint    | auditi sint   |

|      | act indicatiu | pas indicatiu | act subjuntiu | pas subjuntiu  |
| ---- | ------------- | ------------- | ------------- | -------------- |
| ego  | audiveram     | auditus eram  | audivissem    | auditus essem  |
| teu  | audiveras     | auditus eres  | audivisses    | auditus esses  |
| ille | audiverat     | auditus erat  | audivisset    | auditus esset  |
| ens  | audiveramus   | auditi eramus | audivissemus  | auditi essemus |
| vos  | audiveratis   | auditi eratis | audivissetis  | auditi essetis |
| illi | audiverant    | auditi erant  | audivissent   | auditi essent  |

|      | act indicatiu | pas indicatiu |
| ---- | ------------- | ------------- |
| ego  | audivero      | auditus ero   |
| teu  | audiveris     | auditus eris  |
| ille | audiverit     | auditus erit  |
| ens  | audiverimus   | auditi erimus |
| vos  | audiveritis   | auditi eritis |
| illi | audiverint    | auditi erunt  |

#### Conjugació del verb ésser
|      | Present indicatiu | Present subjuntiu | Imperfecte indicatiu | Imperfecte subjuntiu |
| ---- | ----------------- | ----------------- | -------------------- | -------------------- |
| ego  | sum               | sim               | eram                 | essem                |
| tu   | es                | sis               | eras                 | esses                |
| ille | est               | sit               | erat                 | esset                |
| nos  | sumus             | simus             | eramus               | essemus              |
| vos  | estis             | sitis             | eratis               | essetis              |
| illi | sunt              | sint              | erant                | essent               |

|      | Perfecte indicatiu | Perfecte subjuntiu | Plusquamperfet indicatiu | Plusquamperfet subjuntiu |
| ---- | ------------------ | ------------------ | ------------------------ | ------------------------ |
| ego  | fui                | fuerim             | fueram                   | fuissem                  |
| tu   | fuisti             | fueris             | fueras                   | fuisses                  |
| ille | fuit               | fuerit             | fuerat                   | fuisset                  |
| nos  | fuimus             | fuerimus           | fueramus                 | fuissemus                |
| vos  | fuistis            | fueritis           | fueratis                 | fuissetis                |
| illi | fuerunt            | fuerint            | fuerant                  | fuissent                 |

#### Altres conjugacions irregulars

##### Verbs -io de la 3a Conjugació
Tema en -i
capio, capis, capere, cepi, captum
|      | act indicatiu | pas indicatiu | act subjuntiu | pas subjuntiu |
| ---- | ------------- | ------------- | ------------- | ------------- |
| ego  | capio         | -or           | capiam        | -ar           |
| teu  | capis         | -eris/-ere    | capias        | -aris         |
| ille | capit         | -itur         | capiat        | -atur         |
| ens  | capimus       | -imur         | capiamus      | -amur         |
| vos  | capitis       | -imini        | capiatis      | -amini        |
| illi | capiunt       | -iuntur       | capiant       | -antur        |

|      | act indicatiu | pas indicatiu | act subjuntiu | pas subjuntiu |
| ---- | ------------- | ------------- | ------------- | ------------- |
| ego  | capiebam      | -ebar         | caperem       | -erer         |
| teu  | capiebas      | -ebaris       | caperes       | -ereris       |
| ille | capiebat      | -ebatur       | caperet       | -eretur       |
| ens  | capiebamus    | -ebamur       | caperemus     | -eremur       |
| vos  | capiebatis    | -ebamini      | caperetis     | -eremini      |
| illi | capiebant     | -ebantur      | caperent      | -erentur      |

|      | act indicatiu | pas indicatiu |
| ---- | ------------- | ------------- |
| ego  | capiam        | -ar           |
| teu  | capies        | -eris         |
| ille | capiet        | -etur         |
| ens  | capiemus      | -emur         |
| vos  | capietis      | -emini        |
| illi | capient       | -entur        |

|      | act indicatiu | pas indicatiu | act subjuntiu | pas subjuntiu |
| ---- | ------------- | ------------- | ------------- | ------------- |
| ego  | cepi          | captus sum    | ceperim       | captus sim    |
| teu  | cepisti       | captus és     | ceperis       | captus sis    |
| ille | cepit         | captus est    | ceperit       | captus sit    |
| ens  | cepimus       | capti sumus   | ceperimus     | capti simus   |
| vos  | cepistis      | capti estis   | ceperitis     | capti sitis   |
| illi | ceperunt      | capti sunt    | ceperint      | capti sint    |

|      | act indicatiu | pas indicatiu | act subjuntiu | pas subjuntiu |
| ---- | ------------- | ------------- | ------------- | ------------- |
| ego  | ceperam       | captus eram   | cepissem      | captus essem  |
| teu  | ceperas       | captus eres   | cepisses      | captus esses  |
| ille | ceperat       | captus erat   | cepisset      | captus esset  |
| ens  | ceperamus     | capti eramus  | cepissemus    | capti essemus |
| vos  | ceperatis     | capti eratis  | cepissetis    | capti essetis |
| illi | ceperant      | capti erant   | cepissent     | capti essent  |

|      | act indicatiu | pas indicatiu |
| ---- | ------------- | ------------- |
| ego  | cepero        | captus ero    |
| teu  | ceperis       | captus eris   |
| ille | ceperit       | captus erit   |
| ens  | ceperimus     | capti erimus  |
| vos  | ceperitis     | capti eritis  |
| illi | ceperint      | capti erunt   |

##### Fio, fis, fieri, factus sum
|      | act indicatiu | act subjuntiu |
| ---- | ------------- | ------------- |
| ego  | fio           | fiam          |
| teu  | fis           | fias          |
| ille | fit           | fiat          |
| ens  | fimus         | fiamus        |
| vos  | fitis         | fiatis        |
| illi | fiunt         | fiant         |

|      | act indicatiu | act subjuntiu |
| ---- | ------------- | ------------- |
| ego  | fiebam        | fierem        |
| teu  | fiebas        | fieres        |
| ille | fiebat        | fieret        |
| ens  | fiebamus      | fieremus      |
| vos  | fiebatis      | fieretis      |
| illi | fiebant       | fierent       |

|      | act indicatiu |
| ---- | ------------- |
| ego  | fiam          |
| teu  | fies          |
| ille | fiet          |
| ens  | fiemus        |
| vos  | fietis        |
| illi | fient         |

|      | act indicatiu | act subjuntiu |
| ---- | ------------- | ------------- |
| ego  | factus sum    | factus sim    |
| teu  | factus és     | factus sis    |
| ille | factus est    | factus sit    |
| ens  | facti sumus   | facti simus   |
| vos  | facti estis   | facti sitis   |
| illi | facti sunt    | facti sint    |

|      | act indicatiu | act subjuntiu |
| ---- | ------------- | ------------- |
| ego  | factus eram   | factus essem  |
| teu  | factus eres   | factus esses  |
| ille | factus erat   | factus esset  |
| ens  | facti eramus  | facti essemus |
| vos  | facti eratis  | facti essetis |
| illi | facti erant   | facti essent  |

|      | act indicatiu |
| ---- | ------------- |
| ego  | factus ero    |
| teu  | factus eris   |
| ille | factus erit   |
| ens  | facti erimus  |
| vos  | facti eritis  |
| illi | facti erunt   |

##### Verbs deponents
Els verbs deponents són aquells verbs amb morfologia de passiva, però que es tradueixen en activa. Més concretament el subjecte d'un verb deponent no és un subjecte passiu, sinó un subjecte experimentador o psicològic. L'ocurrència dels verbs deponents és una de les restes d'Ergativitat escindida en llatí.

#### Verbs defectius i impersonals
En llatí els verbs meteorològics (pluit 'plou', tonat 'trona', fulgurat 'llampega', ninguit 'neva', són defectius; encara que també ho són verbs que expressen deure o necessitat (libet 'agrada', licet 'és lícit', decet 'és adequat', dedecet 'no és adequat', oportet 'és necessari', refert 'importa'…) i d'altres que expreasn sentiment (piget 'tenir pena', poenitet 'penedir-se', miseret 'tenir compassió', etc.).

### Preposicions
Les preposicions del llatí actuen de nucli del sintagma preposicional i com tals nuclis regeixen a un sintagma nominal, el cas gramatical del qual està regit per la preposició.
- Les preposicions llatines regeixen dos casos acusatiu o ablatiu. És a dir, darrere d'una oració introduïda per una preposició, necessàriament trobarem un sintagma preposicional en acusatiu o ablatiu. Aquest fet també succeeix en algunes llengües flexives modernes, com ara l'alemany
- Algunes poques preposicions poden regir acusatiu o ablatiu però el significat del sintagma preposicional és diferent.
- A més el llatí té una postposició (tenus 'fins i tot') que requereix cas genitiu en el sintagma precedent.

## Sintaxi

### Sintaxi de casos

#### Nominatiu
El Nominatiu es correspon en català al subjecte, a l'atribut i també al complement predicatiu.
Exemple de Subjecte: Regina nuntios mittit - La Reina envia missatgers'
Exemple d'Atribut: Ager fertilis est - 'El camp és fèrtil '

#### Genitiu
Correspon al complement del nom (adnominal) que en català va introduït per la preposició "de". Pot ser:
- Possessiu o de pertinença.
Domus Reginae - la casa de la Reina
Domus domini - la casa del senyor
Domus Caesaris - la casa de Cèsar
Natura rerum - la naturalesa de les coses
- De preu, valor o estima.
aestimemus assis - considerem en valor d'un as (tanmateix, aquesta traducció literal és molt forçada. Normalment en català diríem: "Considerem que val un as"

#### Datiu
Generalment correspon a un complement indirecte o a un complement de règim.
Exemple: Caesar gladium dedit Brutus - 'César va donar l'espasa a Brutus '
En llatí el complement indirecte no porta mai preposició. Però en traduir-ho, normalment li posarem la preposició "a" o "per a"

#### Acusatiu

##### Sense Preposició
Correspon fonamentalment al complement directe i també al complement predicatiu:
Exemple: Non relinques amicum - 'No abandonaràs l'amic'.
En cas de "dobles acusatius" un d'ells, en català, equival a un complement indirecte:
Exemple: Pueros grammaticam doceo - 'Ensenyo gramàtica als nens '
En oracions exclamatives es fa servir l'acusatiu:
Magnum virum Senecam! - ' Quin gran home (va ser) Séneca! '

##### Oració d'infintiu
L'acusatiu també té un altre ús: l'anomenada oració d'infinitiu És un tipus d'oració que en català se sol traduir com una subordinada introduïda per la conjunció "que". Vegem-ne uns exemples:
Exemple 1: Vetus prouerbium est gladiatorem in arena capere consilium - 'Un vell proverbi diu que el gladiador pren la decisió a l'arena'
Exemple 2: Omnes scimus Terram esse globam - 'Tots sabem que la Terra és rodona'
Aquest tipus d'oració fa la funció (bàsicament) de subjecte o de complement directe de l'oració principal de la qual depèn. El subjecte va en acusatiu.
Si el verb és transitiu, portarà un altre acusatiu en funció de complement directe (Exemple 1)
Si el verb és copulatiu, portarà un altre acusatiu en funció d'atribut, perquè concorda amb el subjecte en acusatiu (Exemple 2).

##### Ad
A, cap a, en, a prop de (C.C.Lloc), al voltant de (amb numerals).
Exemple: Discurrunt armati ad portas. (Liv.) / Els homes armats corren cap a les portes.

##### Adversus, Adversum
Contra, cap a, respecte a.
Exemple: Multos inveni aequos adversus homines, adversus deos neminem. (Sen.) / He trobat molts justos respecte als homes, a ningú respecte als déus.

### Ablatiu (pròpiament dit)
Lloc on -sense preposició amb noms propis de ciutats i illes petites i amb els apel·latius domus i rus; els altres noms de lloc van amb les preposicions ab, ex o de = romā proficistur,rure rediit
Amb els verbs liberare, solvere, privare, etc. i amb els adjectius liber, vacuus, inmunis, orbus, nudus. - és clàssic l'ablatiu sense preposició o amb ab de persona=populus liberatus a regibus; liber curā; liberum a praedonibus.
Amb els verbs cedere, movere, pellere: cedere patriā, vitā; movere castris (fer fora del campament); regnō pellere. se abdicare consolatu (abdicar del càrrec de cònsol)
Ablatiu d'origen terrā natus; natus locō nobili

### Ablatiu instrumental
De mitjà s'expressa per ablatiu sense preposició quan el mitjà és una cosa i per acusatiu amb per quan és de persona = cornibus tauri es tutantur; adeunt Caesarem per Haeduos -moltes vegades la relació de mitjà llatina no correspon a la catalana; equo (a cavall), curru vehi (anar en carro); pedibus ire (anar a peu); ludere pila; terra Macedoniam petit (va a Macedònia per terra).
Amb els verbs que signifiquen vestir, adornar, alegrar, instruir, acostumar: erudire exercitum omni disciplina militari (instruir l'exèrcit en tota la disciplina militar). -amb el verb acostumar es fa servir més el datiu.
Amb els verbs viure, alimentar: lacte vivere
Amb els verbs deponents utor, fruor, vescor, fungor i potior: oculis utor; vescimur bestiis

## Ordre dels constituents
En llatí l'ordre dels constituents generalment no està rigidamente determinat per restriccions gramaticals i depèn de qüestions de tòpic i focus. El tòpic tendeix a aparèixer el més a l'esquerra possible de l'oració i el focus, cap al final. Comparem aquestes dues frases:
(1a) Quid accidit fēlī Petrī? (' Què el va succeir al gat d'en Pere')
(1b) morsus est ā cāne meō ('Ha estat mossegat pel meu gos')
(2a) Ā quō morsus est fēlēs Petrī? ('¿Per qui ha estat mossegat el gat d'en Pere')
(2b) ā cāne meō morsus est ('Ha estat mossegat pel meu gos')
Quant a l'ordre dels constituents dins dels sintagmes tampoc no semblen existir restriccions fortes encara que el nucli sintàctic tendeix a aparèixer darrere del complement o modificador. Entre adjectius i noms l'ordre dels adjectius pot influir en el fet que l'adjectiu restringeixi el possible referent o simplement qualifiqui:
(3a) domus nova, 'la casa nova [que algú va construir]'
(3b) nova domus, 'una casa [que es veu com] nova'
Cal recordar que en llatí es fa servir molt l'hipèrbaton, sobretot en poesia, per la qual cosa l'ordre dels constituents no és de vital importància.
Tanmateix, existeixen nombrosos casos de paraules l'ordre relatiu de les quals no és enterament lliure, sinó que l'ordre importa respecte al significat de l'expressió, això succeeix per exemple quan interaccionen diversos elements de polaritat negativa:
| Afirmació limitada       | Afirmació general    |
| ------------------------ | -------------------- |
| Non nemo 'algú'          | Nemo non 'tots'      |
| Non nullus 'algun'       | Nullus non 'tots'    |
| Non nihil 'alguna cosa'  | Nihil non 'tot'      |
| Non numquam 'de vegades' | Numquam non 'sempre' |